# Дідріх Бадер
Карл Ди́дрих Ба́дер (англ. Karl Diedrich Bader; 24 грудня 1966, Александрія (Вірджинія), США) — американський актор, відомий за ролями в пародійних комедіях «Знайомство зі спартанцями», «Вампірський засос» і «Дуже голодні ігри».

## Біографія
Карл Дидрих Бадер народився 24 грудня 1966 року в Александріі. Коли Дидриху було два роки, його родина переїхала в Париж, але він повернувся до США на навчання в Groveton High School. З 1998 року Бадер одружений з актрисою Далсі Роджерс.

## Кар'єра
Після декількох гостьових ролей в популярних телевізійних серіалах, таких як «Принц з Беверлі-Гіллз», «Зоряний шлях: Наступне покоління», «Квантовий стрибок», «Діагноз: Вбивство» і «Весела компанія», в 1993 році Бадер зіграв свою першу головну роль в серіалі «Небезпечний театр». Бадер озвучив персонажів багатьох анімаційних фільмів і серіалів, таких як «Цар гори», «Геркулес», «Льодовиковий період», «Сімпсони», «Базз Лайтер із зоряної команди» і «Пінгвіни з Мадагаскару». Бадер озвучив різних персонажів в декількох мультфільмах про Бетмена: «Бетмен», «Бетмен майбутнього» і «Бетмен: Відважний і сміливий», а також Гая Гарднера в мультсеріалі «Зелений Ліхтар».